# 放電映像
放電映像（ほうでんえいぞう、1979年5月 - ）は、日本のイラストレーターである。主にライトノベルのイラストを手がける。水彩画風のタッチが特徴的。

## 作品リスト

### 挿絵
- 青く澄んでいく、この恋も未来も（高瀬ユウヤ著、富士見ファンタジア文庫）
- あそびにいくヨ!（神野オキナ著、MF文庫J）※1-14巻
- 裏山の宇宙船（笹本祐一著、ソノラマノベルス）
- 大沢さんに好かれたい。（桑島由一著、角川スニーカー文庫）
- ウォー・ジェネレーション 放課後防衛隊（柿沼秀樹著、GA文庫）
- 我が家のお稲荷さま。[2]（柴村仁著、電撃文庫）
- ニワトリはいつもハダシ（火浦功著、ソノラマノベルス）
- ICO-霧の城-（宮部みゆき著、講談社ノベルス）

### 漫画
- トレモロ - 『月刊ドラゴンマガジン』2004年7月号（富士見書房）読み切り
- ストロー - 『robot』5号（ワニマガジン社）→『季刊GELATIN』2011はる（ワニマガジン社）にて連載

### イラスト
- 武装神姫マスターズブック - オリジナル神姫のイラストを掲載
- プラトニックチェーン Selected Stories - アンソロジーに参加
- たかみちWorks Inclusion ビジュアルブック（幻冬舎）ISBN 9784344805415 - アンソロジーに参加
- ライトノベルキャラクターズ完全ファイル（宝島社）ISBN 9784796647717 - ポスターイラスト。『あそびにいくヨ!』についてのコメントも掲載
- 電撃hpのコーナー「絵師のつぶやき」でイラスト付きのコラムを連載していた。
- ドラマCD『あそびにいくヨ!』シリーズ（全4巻、ジェネオンエンタテインメント）のイラストを担当。
- 『あそびにいくヨ! イラストレーション 放電映像art works』（メディアファクトリー、2009年3月、ISBN 978-4-840-12736-3）